# ソムニウム (小惑星)
ソムニウム (3258 Somnium) は小惑星帯にある小惑星。パウル・ヴィルトがツィンマーヴァルト天文台で発見した。
天文学者ヨハネス・ケプラーが地動説の考えに基づいて書いた小説Somnium（邦題は『ケプラーの夢』）に因んで名付けられた。